# مدرة لندبلومي
مدرة لندبلومي (الاسم العلمي:Galega lindblomii) هي نوع نباتي يتبع جنس المدرة من فصيلة البقولية.